# Xanthoparmelia psoromica
Xanthoparmelia psoromica är en lavart som beskrevs av Hale. Xanthoparmelia psoromica ingår i släktet Xanthoparmelia och familjen Parmeliaceae.   Inga underarter finns listade i Catalogue of Life.